# Rugard

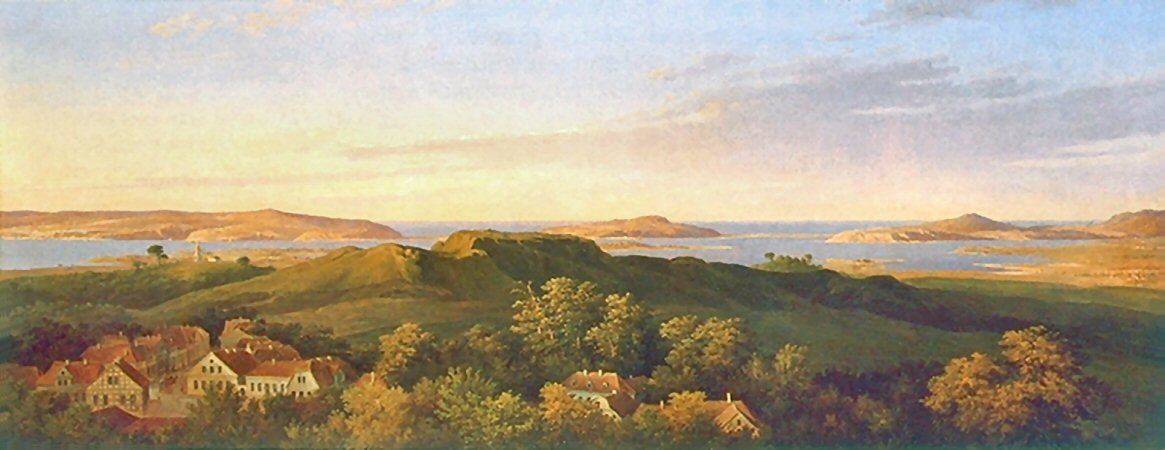
Der Rugard auf Rügen von Karl Friedrich Schinkel, 1821

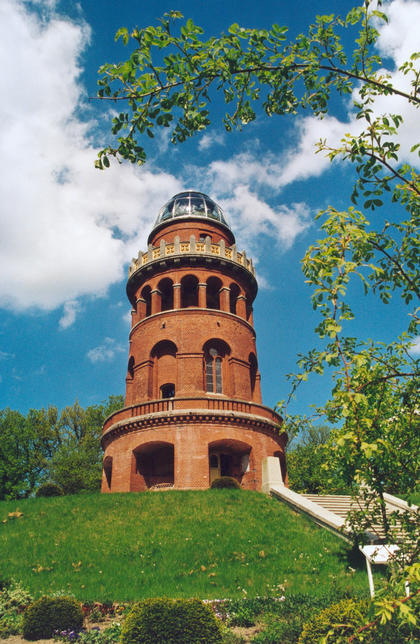
Der Ernst-Moritz-Arndt-Turm auf dem Rugard

Der Rugard ist eine 91 m ü. NN hohe Erhebung im Kernbereich der Ostseeinsel Rügen. Die in der letzten Eiszeit entstandene Stauchendmoräne liegt am nordöstlichen Stadtrand von Bergen auf Rügen.
Wahrscheinlich vom 9. Jahrhundert bis zum Jahre 1325 n. Chr. befand sich hier eine Burg, in der die Ranenfürsten residierten, denen Rügen und Teile des angrenzenden Festlandes gehörten. Die Bezeichnung Rugard (slawisch: Rujanenburg) stammt aus jener Zeit. Die Anlage bestand aus einer Haupt- und einer Vorburg und umfasste eine Fläche von 2,3 ha. Die Anlage ist als Erdbaurelikt gut erhalten, wegen der Bepflanzung aber schlecht erkennbar.
Nachdem das ranische Fürstenhaus 1325 mit Wizlaw III. ausgestorben war, verlor die Burg an Bedeutung und verfiel; die Burgwälle sind zum Teil bis heute erhalten. Im Mittelalter stand hier eine Mühle und das Areal wurde landwirtschaftlich genutzt. Bis 1830, als Fürst Wilhelm Malte I. (1783–1854) zu Putbus den Burgwall aufforsten ließ, war der Rugard unbewaldet. Karl Friedrich Schinkel hat 1821 in seinem Gemälde Der Rugard auf Rügen diesen Anblick festgehalten.
Im Laufe der Zeit entstand ein Waldgebiet, das vor allem aus Fichten und Kiefern besteht, unterbrochen von kleinflächigen Eichen-, Birken- und Pappelbeständen sowie vielen anderen Laub- und Nadelgehölzen. Die eigentlich heimische Rotbuche ist kaum vertreten. Seit 1984 führt ein 2,5 km langer Naturlehrpfad als Rundweg durch den Rugardwald, an dem sich interessierte Besucher anhand von Schautafeln über die vielfältige Tier- und Pflanzenwelt in dieser geschichtsträchtigen Landschaft informieren können.
Vom auf dem Rugard errichteten Ernst-Moritz-Arndt-Turm hat man eine Aussicht auf die gesamte Insel. Mit diesem Turm wurde Ernst Moritz Arndt, der in Groß Schoritz auf Rügen geboren wurde, in den 1870er-Jahren ein Denkmal gesetzt. Die Grundsteinlegung erfolgte am 26. Dezember 1869, dem 100. Geburtstag des Dichters. Man entschied sich für den Entwurf des Berliner Architekten und Baumeisters Hermann Eggert und begann im Herbst 1872 mit dem Bau, der aus Geldmangel erst 1877 vollendet werden konnte. Das Waldgebiet des Rugards hatte in den 1930er Jahren eine Höhe erreicht, die einen ungehinderten Rundblick von der obersten Galerie des Turms nicht mehr zuließ. Zwischen 1935 und 1937 wurde hier ein nationalsozialistischer Thingplatz erbaut, der vor allem von der Hitlerjugend genutzt wurde.
Bei der von 2000 bis 2002 durchgeführten grundlegenden Sanierung des Turms hat man sich daher entschieden, die aus dem Jahr 1955 stammende Holzkuppel gegen eine Kuppel aus Glas und Stahl zu ersetzen (unter Beibehaltung der historischen Form) und somit eine höhergelegene Aussichtsebene zu schaffen.

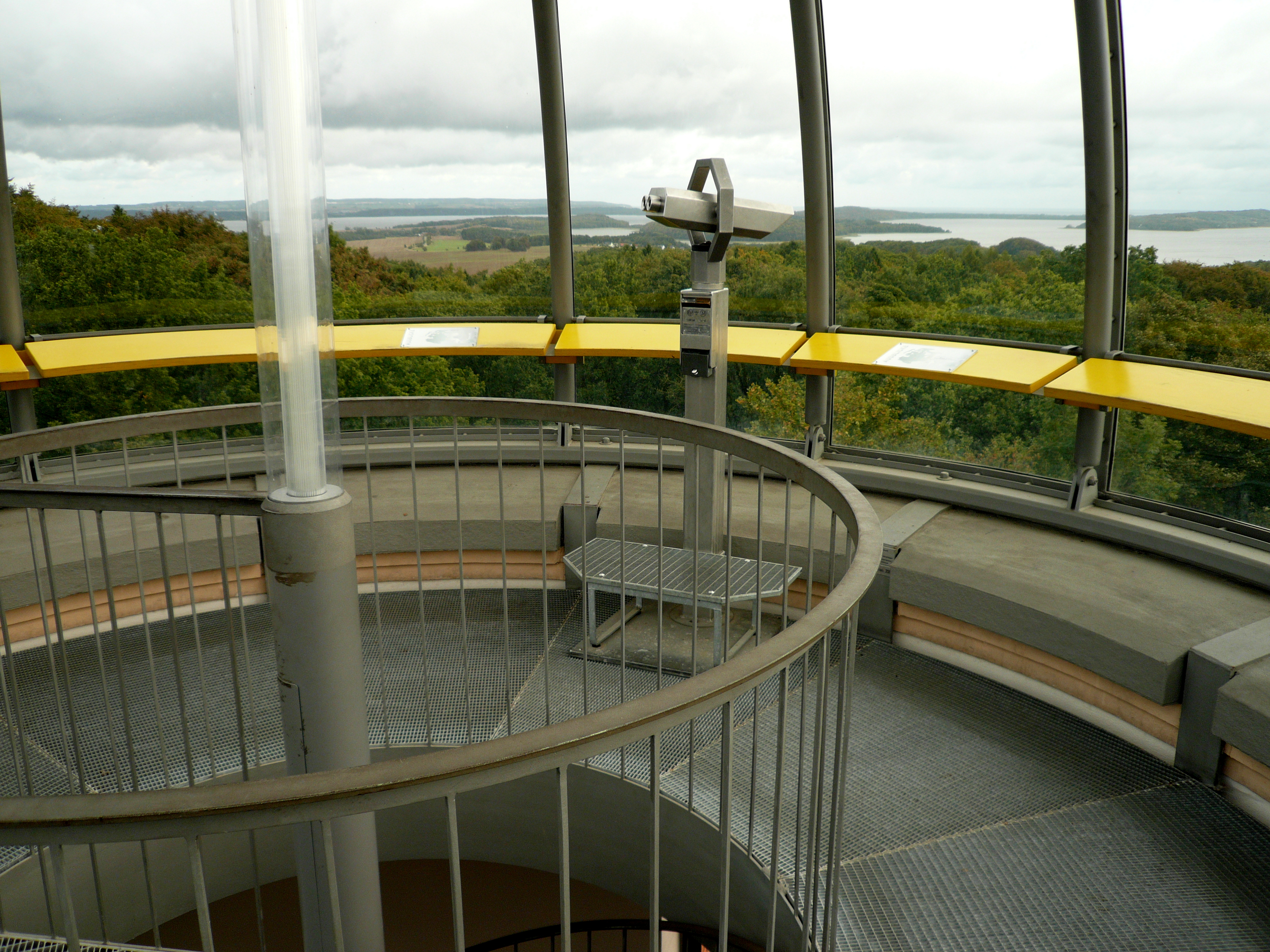
Aussichtsplattform des Ernst-Moritz-Arndt-Turms
Burgwall der Ranen auf dem Rugard (Skizze um 1890)
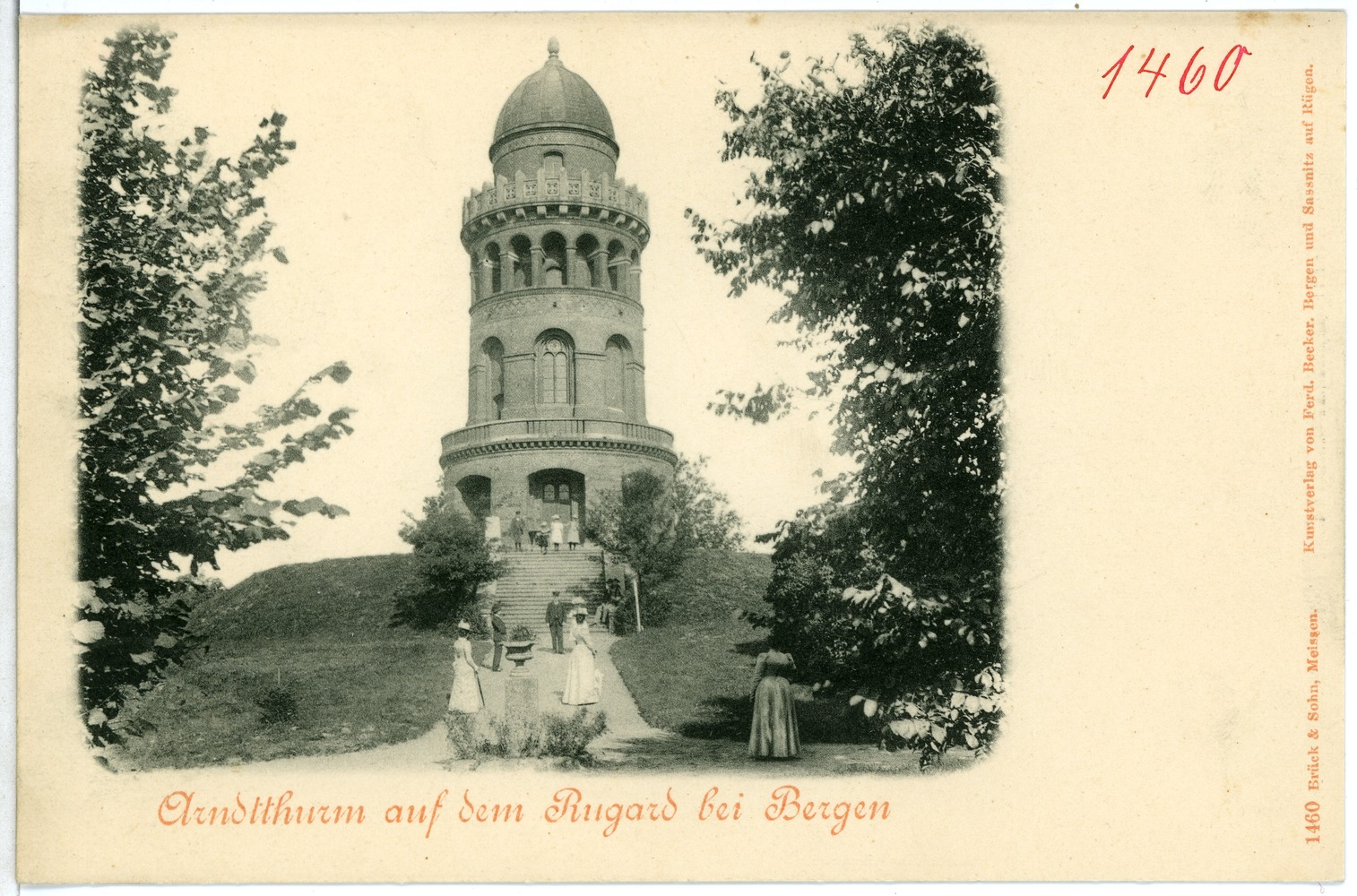
Historische Ansichtskarte von Brück & Sohn, 1900